# التعليم في لوكسمبورغ
التعليم في لوكسمبورغ متعدد اللغات، ويضم الطور الأساسي، الثانوي، والعالي. أغلب المدارس مسيرة من طرف الدولة ومجانية. التعليم إلزامي للأطفال ما بين سن الرابعة والسادسة عشرة.

## التعليم الأساسي

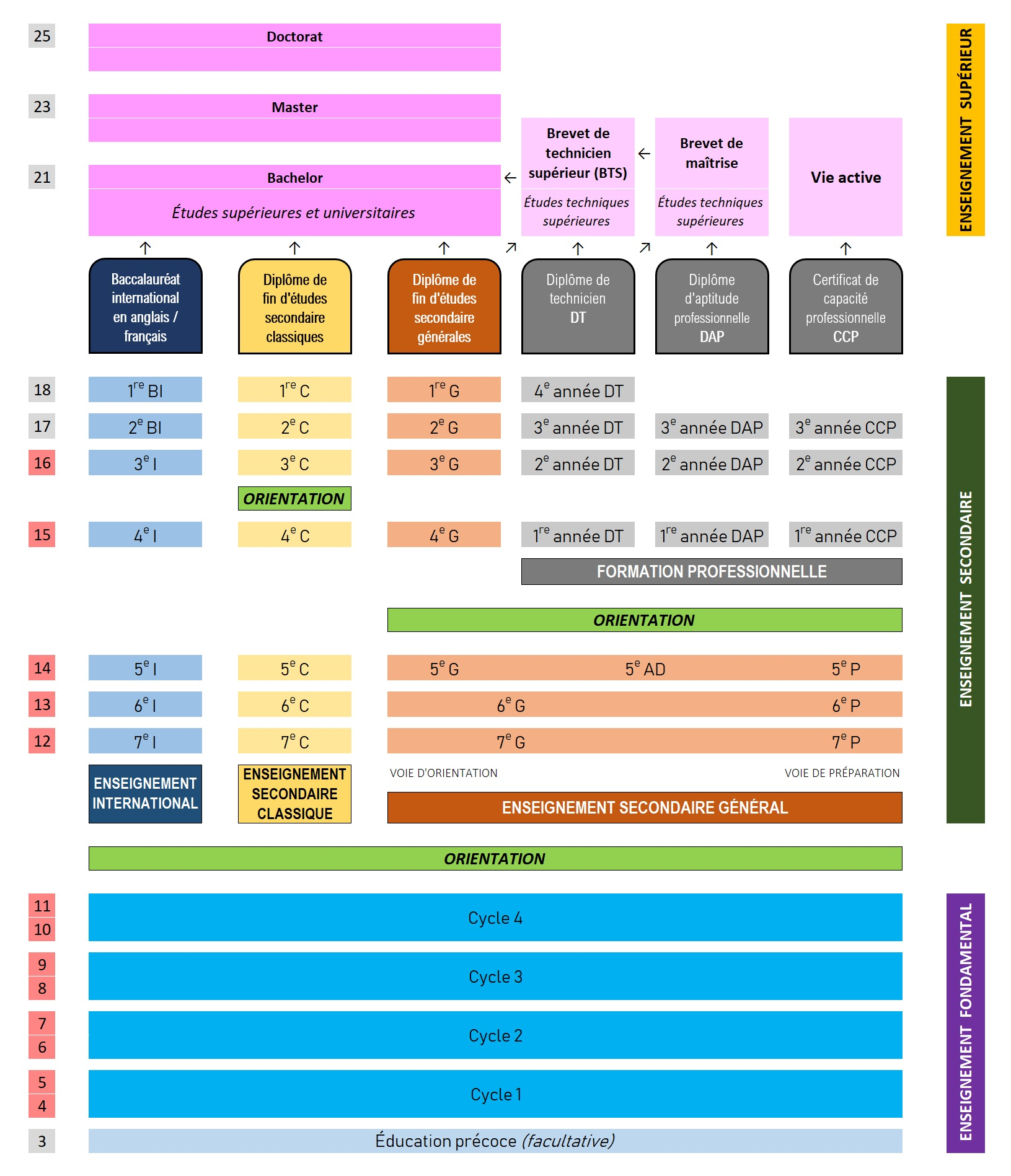
مخطط النظام التعليمي في لوكسمبورغ.

يتكون التعليم الأساسي من تعليم ما قبل المدرسة والتعليم الابتدائي. هذا التعليم إلزامي لجميع الأطفال ابتداء من سن الرابعة. يتكون التعليم الأساسي من أربعة دورات:
- الدورة الأولى: للأطفال ما بين سن الثالثة والخامسة
- الدورة الثانية: للأطفال ما بين سن السادسة والسابعة
- الدورة الثالثة: للأطفال ما بين سن الثامنة والتاسعة
- الدورة الرابعة: للأطفال ما بين العاشرة والحادية عشرة

تم بدأ العمل بهذا النظام بعد إصدار قانون في 21 يناير/كانون الثاني 2009.

## التعليم الثانوي
يدوم التعليم الثاني ستة أو سبعة سنوات، ويضم نظامين:
- النظام الكلاسيكي:[1] يحضر التلاميذ للتعليم الجامعي، ويقدم تعليما عاما وشاملا. الهدف من هذا النظام هو حصول التلميذ على معرفة قاعدية في كل من العلوم الإنسانية، الأدب، الرياضيات، والعلوم الطبيعية.
- النظام التقني:[1] يركز على التعليم المهني، لكن قد يسمح للتلميذ بدخول الجامعة. ينقسم هذا النظام بدوره إلى أربعة نظامات:[2]
  - النظام التقني الكلاسيكي: ويسمح بدخول الجامعة
  - النظام التقني لتدريب التقنيين: أين الدروس تقسم إلى 50% نظري و50% تطبيقي، ويسمح كذلك بدخول الجامعة
  - النظام التقني المتخصص للحصول على شهادة الاستعداد التقني والمهني: أين تقسم الدروس إلى 75% تطبيقي و25% نظري
  - النظام التقني التحضيري: خاص بأولئك الذين لم يستطيعوا إتمام التعليم الأساسي

تدعى مؤسسات التعليم الثانوي الكلاسيكي بـLycée classique أو اختصارا Lycées، في حين مؤسسات التعليم الثانوي المهني تدعى بـLycées techniques. بعض مؤسسات التعليم الثانوي تقدم كلا من التعليم الكلاسيكي والمهني. أقدم مؤسسة ثانوية في البلاد هي Athénée de Luxembourg، وتأسست عام 1603. ظلت هذه المؤسسة لوقت طويل الثانوية الوحيدة في البلاد.
هناك 32 ثانوية عمومية و5 ثانويات خاصة، منها 4 ثانويات تتمع بوضع خاص:
- ثانوية أرمسيند (Lycée Ermesinde)
- ثانوية شنغن (Schengen Lycée): وهي مؤسسة ثنائية الجنسية، تقع في ألمانيا
- ثانوية الرياضة: للتلاميذ الراغبين بالتخصص في الرياضية
- ثانوية الفرصة الثانية: خاص بالأشخاص البالغين وكبار السن ممن تركوا مقاعد الدراسة دون الحصول على شهادة

## التعليم العالي

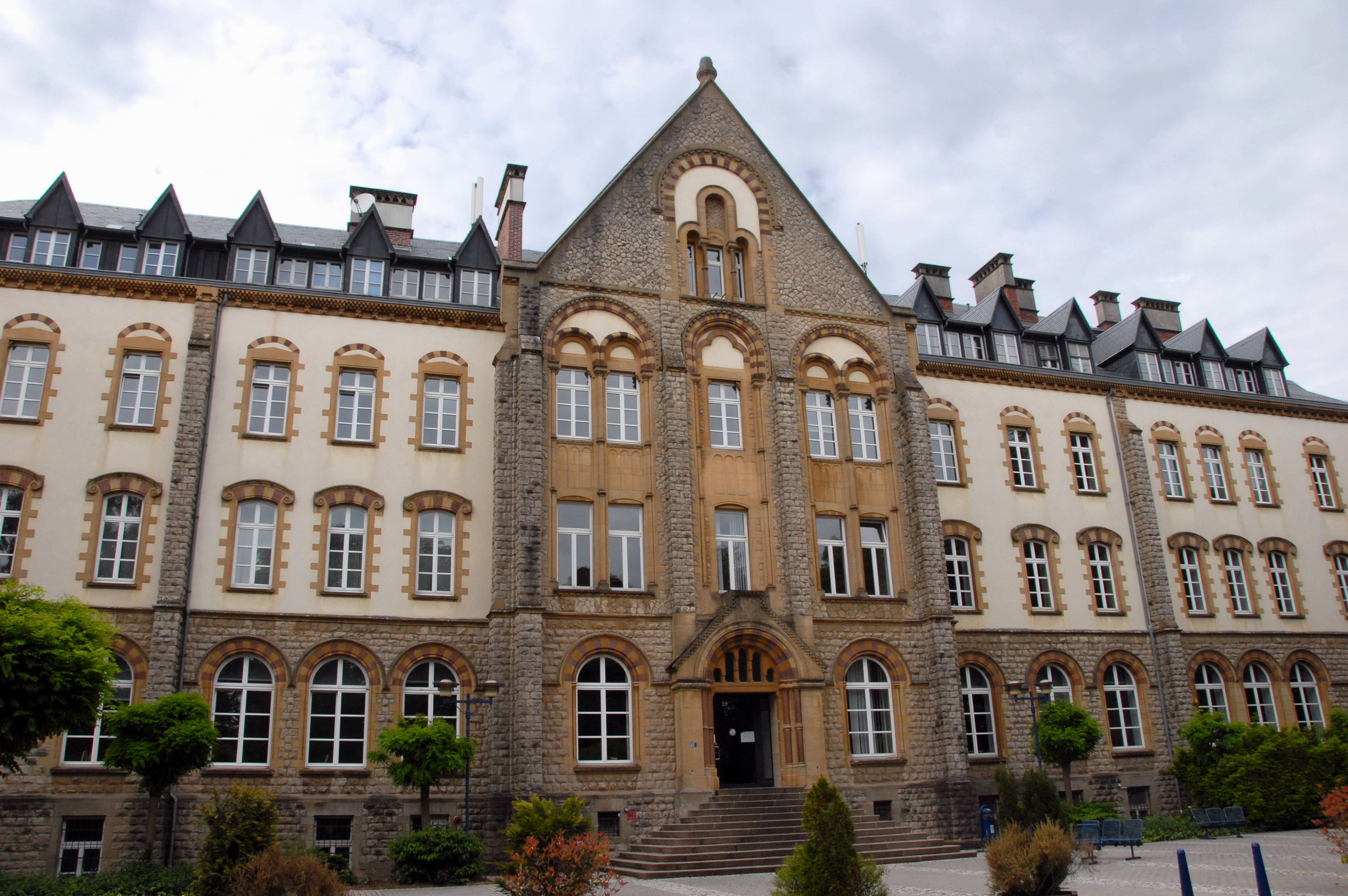
المبنى الرئيسي لجامعة لوكسمبورغ.

### الجامعات
أكبر جامعة في البلاد هي جامعة لوكسمبورغ، وتأسست عام 2003.
الجامعات الأجنبية الآتية لديها فروع في لوكسمبورغ:
- جامعة لوكسمبورغ المفتوحة: بشراكة بين مركز لوكسمبورغ للتعليم المستديم، غرفة لوكسمبورغ للموظفين في القطاع الخاص، والجامعة البريطانية المفتوحة. تقدم هذه الجامعة دروسا مسائية أو دروسا عن بعد[5]
- جامعة القلب المقدس لوكسمبورغ: فرع لجامعة القلب المقدس الأمريكية (بالإنجليزية Sacred Heart University)[6]
- مركز دوليبوا الأوروبي لجامعة ميامي: فرع لجامعة ميامي الأمريكية[6]

### مؤسسات تعليم عالي أخرى
تقدم بعض الثانويات التقنية تعليما عاليا في مجالات الأعمال، المناجمت، الفنون، والرعاية الصحية. يدوم البرنامج الدراسي ثلاثة سنوات، وينتهي بالحصول على شهادة تقني سامي (Brevet de technicien supérieur).
بدءا من عام 2013، تقدم ثانوية أختارناخ (Lycée classique d'Echternach) دروسا تحضيرية للمدارس العليا في فرنسا.